# Rotonda (Floryda)
Rotonda – jednostka osadnicza w Stanach Zjednoczonych, w stanie Floryda, w hrabstwie Charlotte.